# Max Wünsche
Max Wünsche, född 20 april 1914 i Kittlitz, död 17 april 1995 i München, var en tysk Obersturmbannführer i Waffen-SS. Han dekorerades med bland annat Riddarkorset av Järnkorset med eklöv.

## Biografi
Efter avslutad grundskola gick Wünsche i handelsskola och blev senare fastighetsskötare.
Wünsche var ordonnansofficer hos Adolf Hitler 1938–1940 och ingick i SS-Begleitkommando des Führers, Adolf Hitlers eskortkommando.
Vid invasionen av Nederländerna och slaget om Frankrike år 1940 var han plutonchef, underordnad Kurt Meyer. I december samma år blev han adjutant åt Sepp Dietrich; i denna egenskap deltog han i Balkanfälttåget och Operation Barbarossa år 1941. I februari 1942 fick Wünsche befälet över en StuG-bataljon på östfronten. Efter en kortare tids utbildning återvände han till östfronten och upplevde hårda strider i tredje slaget vid Charkov 1943.
Från juni 1944 deltog Wünsche i striderna i Frankrike och blev instängd i Falaisefickan i Normandie. Natten den 20 augusti försökte han och några andra officerare fly men greps av de allierade. Wünsche tillbringade återstoden av andra världskriget i brittisk krigsfångenskap i läger 165 i Caithness i norra Skottland. År 1948 frigavs han och återvände till Tyskland.

## Utmärkelser
- Järnkorset av andra klassen: 25 maj 1940
- Järnkorset av första klassen: 31 maj 1940
- Tyska korset i guld
- Riddarkorset av Järnkorset med eklöv
  - Riddarkorset: 28 februari 1943
  - Eklöv: 11 augusti 1944